# Liste der Biografien/Nok
Liste der Biografien |
Portal Biografien |
Personensuche
# |
A |
B |
C |
D |
E |
F |
G |
H |
I |
J |
K |
L |
M |
N |
O |
P |
Q |
R |
S |
T |
U |
V |
W |
X |
Y |
Z |
?
 
Na |
Nb |
Nc |
Nd |
Ne |
Nf |
Ng |
Nh |
Ni |
Nj |
Nk |
Nl |
Nm |
Nn |
No |
Nr |
Ns |
Nt |
Nu |
Nv |
Nw |
Nx |
Ny |
Nz
 
Noa |
Nob |
Noc |
Nod |
Noe |
Nof |
Nog |
Noh |
Noi |
Noj |
Nok |
Nol |
Nom |
Non |
Noo |
Nop |
Nor |
Nos |
Not |
Nou |
Nov |
Now |
Nox |
Noy |
Noz
Die Liste der Biografien führt alle Personen auf, die in der deutschsprachigen Wikipedia einen Artikel haben. Dieses ist eine Teilliste mit 16 Einträgen von Personen, deren Namen mit den Buchstaben „Nok“ beginnt.

## Nok

### Noka
- Nokan, Charles (1936–2022), ivorischer Hochschullehrer und Schriftsteller französischer Sprache

### Noke
- Noked, Orit (* 1952), israelische Politikerin und Knessetabgeordnete
- Nökel, Volker (* 1949), deutscher Autor, Comiczeichner und Illustrator
- Nokelainen, Heidi (* 1990), finnische Speerwerferin
- Nokelainen, Kai, finnischer Skispringer
- Nokelainen, Petteri (* 1986), finnischer Eishockeyspieler
- Noker von Zwiefalten, Benediktiner, Dichter, Abt von Zwiefalten
- Nokes, Alice (* 1998), britische Schauspielerin
- Nokes, Caroline (* 1972), britische Politikerin
- Nokes, Malcolm (1897–1986), britischer Hammerwerfer

### Nokk
- Nokk, Anton (1797–1869), deutscher Lehrer und Politiker
- Nokk, Rudolf (1830–1914), deutscher Reichsgerichtsrat
- Nokk, Wilhelm (1832–1903), Präsident des Badischen Staatsministeriums

### Nokl
- Nøkleby, Berit (1939–2018), norwegische Historikerin, Biografin und Übersetzerin
- Nøkleby, Erling (1910–1987), norwegischer Skispringer

### Noko
- Noko, Ishmael (* 1943), simbabwischer lutherischer Theologe